# Ingolf Olsen
Ingolf Olsen (10 novembre 1907 – 27 ottobre 1938) è stato un calciatore norvegese, di ruolo centrocampista.

## Carriera

### Club
Olsen giocò con la maglia del Mjøndalen.

### Nazionale
Conta una presenza per la Norvegia. Il 27 settembre 1931, infatti, fu schierato in campo nella sfida vinta per 2-1 contro la Svezia.